# Rothschild-zsiráf
A Rothschild-zsiráf (Giraffa camelopardalis rothschildi) a zsiráf egyik alfaja.
Az egyik leginkább veszélyeztetett alfaj, becslések szerint 1500 egyede él vadon.

## Előfordulása
Elszigetelt populációi élnek Uganda és Kenya területén.

## Megjelenése
Körülbelül 5,80 méter magas és 1300 kilogramm tömegű.

## Állatkertekben
Magyarországon a Budapesti Állatkertben, a Nyíregyházi Állatparkban, a Veszprémi Állatkertben, a Szegedi Vadasparkban és a Győri Állatkertben látható.